# Natação artística no Campeonato Europeu de Esportes Aquáticos de 2021 - Rotina técnica dueto
A prova da rotina técnica dueto da natação artística no Campeonato Europeu de Esportes Aquáticos de 2021 ocorreu no dia 13 de maio na Arena Danúbio, em Budapeste na Hungria.

## Calendário
| Fase  | Data       | Hora  |
| ----- | ---------- | ----- |
| Final | 13 de maio | 09:00 |

Todos os horários estão no horário local (UTC+1)

## Medalhistas
| Ouro                                                 | Prata                                        | Bronze                                                   |
| Rússia · Svetlana Kolesnichenko · Svetlana Romashina | Ucrânia · Marta Fiedina · Anastasiya Savchuk | Áustria · Anna-Maria Alexandri · Eirini-Marina Alexandri |

## Final
Esse foi o resultado da final.
| Pos.              | Nacionalidade | Nadadoras                                    | Pontos  |
| ----------------- | ------------- | -------------------------------------------- | ------- |
| Medalha de ouro   | Rússia        | Svetlana Kolesnichenko Svetlana Romashina    | 96.2904 |
| Medalha de prata  | Ucrânia       | Marta Fiedina Anastasiya Savchuk             | 92.6862 |
| Medalha de bronze | Áustria       | Anna-Maria Alexandri Eirini-Marina Alexandri | 89.4592 |
| 4                 | Bielorrússia  | Vasilina Khandoshka Daria Kulagina           | 88.1958 |
| 5                 | Países Baixos | Bregje de Brouwer Noortje de Brouwer         | 87.2526 |
| 6                 | Espanha       | Alisa Ozhogina Iris Tió                      | 86.9546 |
| 7                 | Reino Unido   | Kate Shortman Isabelle Thorpe                | 84.9244 |
| 8                 | Israel        | Eden Blecher Shelly Bobritsky                | 84.5304 |
| 9                 | Suíça         | Vivienne Koch Joelle Peschl                  | 82.7963 |
| 10                | Alemanha      | Marlene Bojer Michelle Zimmer                | 82.6499 |
| 11                | Liechtenstein | Lara Mechnig Marluce Schierscher             | 82.2704 |
| 12                | Eslováquia    | Nada Daabousová Chiara Diky                  | 78.7889 |
| 13                | San Marino    | Jasmine Verbena Jasmine Zonzini              | 77.3348 |
| 14                | Chéquia       | Karolína Klusková Aneta Mrázková             | 77.2511 |
| 15                | Portugal      | Maria Gonçalves Cheila Vieira                | 76.6679 |
| 16                | Sérvia        | Nevena Dimitrijević Jelena Kontić            | 75.5980 |
| 17                | Hungria       | Linda Farkas Boglárka Gács                   | 75.3736 |
| 18                | Croácia       | Antonija Huljev Klara Šilobodec              | 72.7136 |
| 19                | Bulgária      | Aleksandra Atanasova Anthea Chernookova      | 71.9778 |